# Дрожаки
Дрожаки (бел. Дража́кі) — деревня в Городокском районе Витебской области Белоруссии. Входит в состав Бычихинского сельсовета.
Находится примерно в 3 верстах к востоку от более крупной деревни Меховое.

## Население
- 1999 год — 38 человек
- 2010 год — 18 человек[4]
- 2019 год — 9 человек[1]